# Buskskär (Lemland, Åland)
Buskskär är en ö på Åland (Finland). Den ligger i Skärgårdshavet och i kommunen Lemland i landskapet Åland, i den sydvästra delen av landet. Ön ligger omkring 19 kilometer sydöst om Mariehamn och omkring 270 kilometer väster om Helsingfors.
Ön ligger i Ledsundet mellan Ledskär och Herröskatan. Dess area är 3,4 hektar och dess största längd är 240 meter i sydväst-nordöstlig riktning.